# Schulverbund Frommern
Der Schulverbund Frommern ist ein Schulverbund in Balingen. Er besteht aus einer Grundschule, einer Werkrealschule und einer Realschule. Es werden etwa 750 Schüler von etwa 70 Lehrkräften unterrichtet.

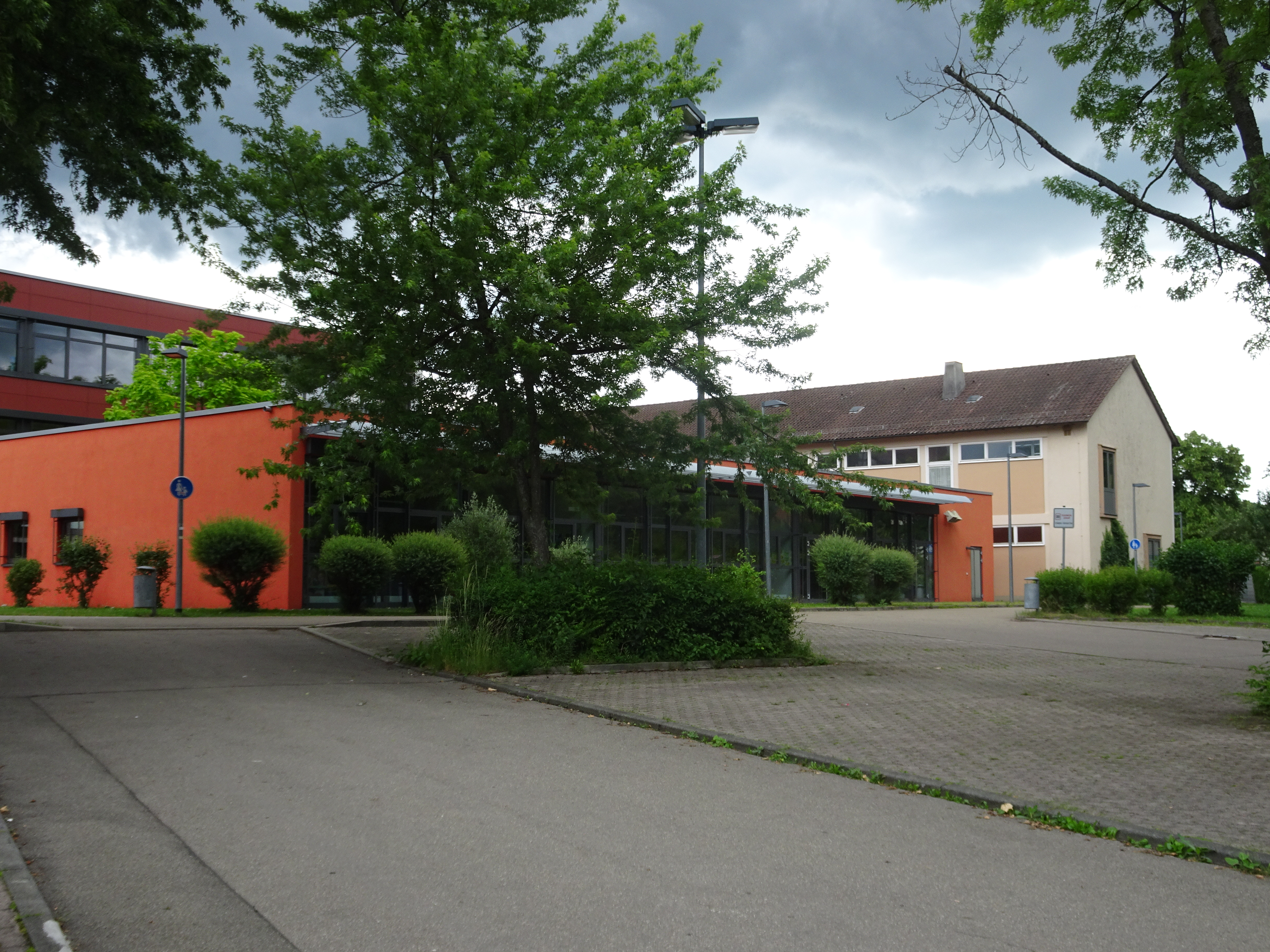
Mediothek, Mensa, B- und C-Bau; Blick vom Parkplatz Jahnstraße

## Geschichte
Die Realschule Frommern wurde 1980 gegründet.
1993 kam es bei einer Abschlussfeier einer 9. Klasse mit Übernachtung im Schulgebäude an der Grund- und Hauptschule Frommern zu einem Brand, durch welchen 3 Schüler aufgrund einer Rauchgasvergiftung ins Krankenhaus eingeliefert werden mussten.
Ab dem Schuljahr 2010/11 gab es in Balingen zwei Werkrealschulen, davon eine in Frommern. Da über diese Schulform ein Hauptschulabschluss erlangt werden kann, nahm die Hauptschule ab diesem Schuljahr keine neuen Schüler mehr auf, der Name wurde von GHWRS Frommern auf GWRS Frommern geändert (Grund- und Werkrealschule).
Seit  2015 haben sich die Grundschule, die Werkrealschule und die Realschule zum Schulverbund Frommern zusammengeschlossen. Nach rechtlichen Streitigkeiten zwischen dem ernannten kommissarischen Leiter und früheren Leiter der Realschule Frommern Martin Kettner und dem früheren Leiter der GWRS Frommern Klaus Flockerzie wurde die Leitung des neuen Schulverbundes zunächst von Schulamtsleiter Gernot Schultheiß und Joachim Kopf übernommen. Nach einer Entscheidung des Verwaltungsgerichtshofes Mannheim und erneuter Ausschreibung der Stelle wurde Martin Kettner der Leiter des Schulverbundes Frommern.
Seit 2017 werden diverse Umbaumaßnahmen durchgeführt.

## Lehrangebot
Am Schulverbund Frommern gibt es eine Grundschule, eine Werkrealschule und eine Realschule.
Damit sind sowohl der Hauptschulabschluss als auch der mittlere Schulabschluss möglich.

## Gebäude

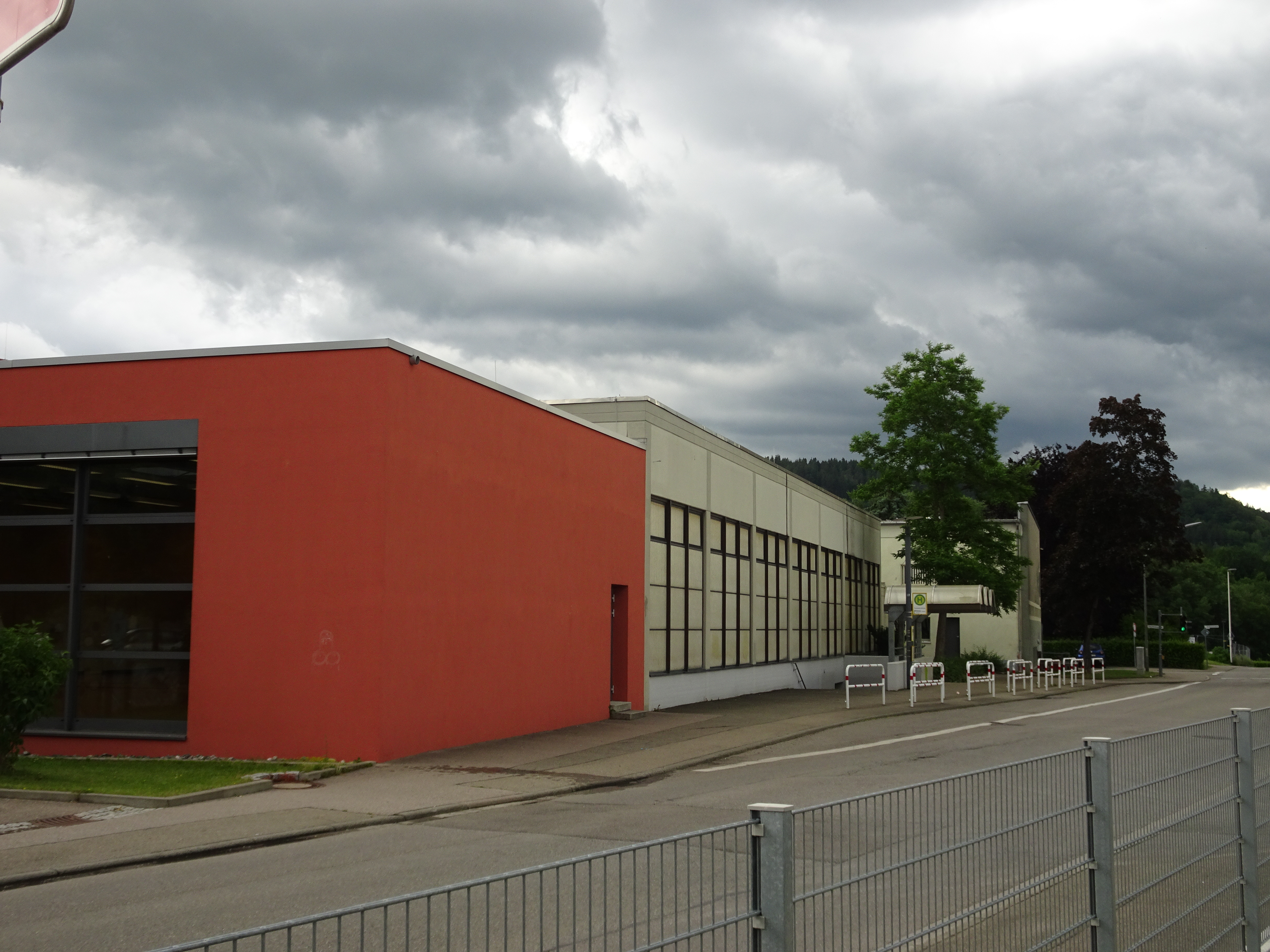
Bushaltestelle „Frommern Schule“ sowie die Sporthallen (Gymnastikhalle, Sporthalle, Turn- und Festhalle)

Auf dem Gelände des Schulverbund Frommern befindet sich neben der Turn- und Festhalle Frommern auch eine Sporthalle und eine Gymnastikhalle, ebenso ein Lehrschwimmbecken. Die Bauteile sind alphabetisch von A-D benannt.
Der Schulverbund Frommern verfügt über eine Mensa, welche von der Küche der Mensa am Gymnasium Balingen beliefert wird.
Außerdem gehört eine Mediothek zum Schulverbund, welche eine Außenstelle der Mediothek Balingen ist.

## Öffentlichkeitsarbeit
Der „Förderverein Schulzentrum Buhren e.V.“ zählt fast 200 Unterstützer.

## Bekannte Schüler
- Levin Alin (Spielte als Schüler in einer Fernsehserie mit)[11]